# Авдон (суддя)
Авдон — біблійний персонаж Епохи Суддів, один із суддів Ізраїля, син Гіллела з міста Піратона. Авдон судив народ вісім років та відомий численним потомством, що складалося з 40 синів та 30 онуків (Сд. 12:13-15). Авдон належав до племені Ефраїма. По смерті похований на горі амалекитянина. Більше про його життя нічого не відомо. Йосип Флавій у Юдейських старожитностях повідомляє, що час правління Авдона був без визначних подій.